# Zaynab Dayibekova
Zaynab Kazbekovna Dayibekova, (Cyrillique : Зайнаб Дайибекова, Karakalpak : Zaynap Dayıbekova) née le 19 novembre 2002 à Noukous est une escrimeuse ouzbèke ayant participé, à l'âge de 18 ans, aux Jeux olympiques de Tokyo, en 2021, avant de devenir deux ans plus tard championne d'Asie.

## Carrière

### Parcours junior, qualification olympique
Sa carrière sénior commence en 2019 avec une participation au tournoi de Coupe du monde de Tunis. Jusqu'en 2021, année de sa révélation, elle a pour toute référence une victoire en coupe du monde junior, dans son pays, à Tashkent, compétition comprenant un panel international de tireuses réduit, où manquent à l'appel les principales nations d'Europe de l'Ouest et d'Extrême-Orient, mais en présence des meilleures escrimeuses russes, dont la vainqueure de la Coupe du monde junior 2021 Dariya Drozd.
Elle se voit offrir cette année-là la chance de représenter l'Ouzbékistan au tournoi de qualification olympique pour les Jeux de Tokyo. Les plus fortes escrimeuses du continent, Chinoises, Coréennes et Japonaises, ainsi que l'Indienne Bhavani Devi Chadalavada Anandha ayant déjà assuré leur qualification par d'autres moyens, Dayibekova bénéficie d'un tableau à sa portée. Elle saisit sa chance en battant tour à tour les modestes candidates Thaïlandaise, Hongkongaise et Kazakhe sans concéder plus de 6 touches par match, et obtient sa place aux jeux olympiques. Dans ce pays de l'ex-bloc soviétique, où subsistent une habitude du culte de la personnalité et où le sport et les sportifs sont récupérés pour la publicité du régime, la jeune Dayibekova se prête au jeu et tient des propos très convenus, rendant un curieux hommage au président Ouzbek et exaltant la religion et le « Nouvel Ouzbékistan »,. En 2018, bien avant d'éclore au haut niveau ou même de devenir majeure, elle avait reçu du président Shavkat Mirziyoyev les clefs d'une voiture. Sur le thème de la religion, elle participe aux Jeux de la solidarité islamique de 2021 (tenus en août 2022) à Konya, où elle est co-porte-drapeau.

### Parcours olympique et confirmation au haut niveau
Elle réussit aux Jeux olympiques un excellent parcours, et, le sort lui ayant désigné comme adversaires trois tireuses issus des pays d'Extrême-Orient qu'elle avait évité lors du TQO, démontre son potentiel à s'imposer parmi les références du continent asiatique. Elle bat en tour de barrage la Japonaise Chika Aoki (15-9), puis cueille à froid la tête de série no 3 Chinoise Shao Yaqi, qui disputait son premier match (15-10), avant de sortir la double championne d'Asie Yoon Ji-su en huitième de finale (15-12). Son élan est brisé en quart de finale par la Hongroise Anna Márton (11-15). Du fait de son modeste classement mondial, Dayibekova est classée dernière des quart-de-finalistes, à la huitième place de la compétition.
Elle progresse doucement dans la hiérarchie mondiale, faisant des impasses sur plusieurs tournois de Coupe du monde et Grand Prix, mais parvenant à y obtenir des victoires et des qualifications pour le tableau final. Encore junior, elle prend en 2022 la quatrième place du classement général de la Coupe du monde de la catégorie. 
Alors que son principal fait d'armes en sénior reste son parcours olympique, elle devient en 2023 championne d'Asie, retrouvant en chemin deux de ses victimes olympiques, Shao (battue 15-6) et Yoon, en finale (15-9). Démontrant une maîtrise certaine dans chacune de ses rencontres, elle est seulement accrochée par l'Indienne Chadalavada en demi-finale, gagnant d'une petite touche (15-14).
En juillet 2024, elle est nommée porte-drapeau de la délégation ouzbèke aux Jeux olympiques d'été de 2024 avec le boxeur Abdumalik Khalokov (en).

## Palmarès
- Championnats d'Asie
  -  Médaille d'or aux Championnats d'Asie d'escrime 2023 à Wuxi

## Classement en fin de saison
| Année | 2019 | 2020 | 2021 | 2022 | 2023 |
| ----- | ---- | ---- | ---- | ---- | ---- |
| Rang  | 136  | 123  | 33   | 110  | 26   |